# ZLiN Homel
ZLiN Homel (biał. ФК ЗЛіН Гомель) – białoruski klub piłkarski z siedzibą w Homlu.

## Historia
Chronologia nazw:
- 1989—2006: ZLiN Homel (biał. ФК ЗЛіН (Гомель))

Klub piłkarski został założony w 1989 roku. Reprezentował Zakład Licia i Normali w Homlu (biał. ЗЛіН - Гомельскi завод лiцця i нармаляў). Na początku 2006 odbyła się fuzja z klubem Sławija Mozyrz i został utworzony klub FK Mozyrz-ZLiN, który kontynuował tradycję Sławii Mozyrz. Klub ZLiN Homel przestał istnieć.